# Büdel-Inseln
Die Büdel-Inseln (englisch Büdel Islands; in Chile Islas Aldea) sind eine Inselgruppe im Archipel der Biscoe-Inseln westlich der Antarktischen Halbinsel. Sie liegen vor der Ostküste der Renaud-Insel, zwischen Laktionov Island und Schule Island. 
Die genaue Position der Büdel-Inseln wurde erstmals in einer argentinischen Regierungskarte aus dem Jahr 1957 verzeichnet. Das UK Antarctic Place-Names Committee benannte sie 1959 nach dem deutschen Meereis-Spezialisten Julius Büdel. Namensgeber der in Chile gültigen Benennung ist Juan de Dios Aldea Fonseca (1853–1879), einem Protagonisten der Seegefechte von Iquique und von Punta Gruesa.